# Stenozethes hyriona
Stenozethes hyriona är en fjärilsart som beskrevs av George Francis Hampson 1926. Stenozethes hyriona ingår i släktet Stenozethes och familjen nattflyn. Inga underarter finns listade i Catalogue of Life.